# 高野口インターチェンジ
高野口インターチェンジ（こうやぐちインターチェンジ）は、和歌山県橋本市高野口町大野にある京奈和自動車道のインターチェンジである。
五條市（上り）方面は橋本道路、和歌山市（下り）方面は紀北東道路として供用し、当ICは橋本道路の終点、紀北東道路の起点である。

## 歴史

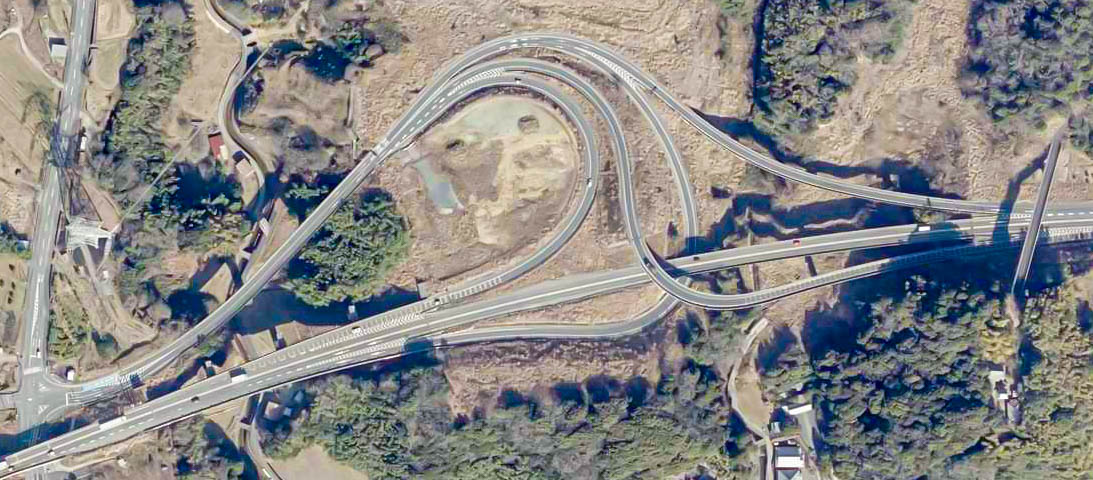
高野口ICの空中写真（2022年）

- 2006年（平成18年）4月27日 - 橋本IC - 高野口IC間開通に伴い供用開始。
- 2012年（平成24年）4月22日 - 高野口IC - 紀北かつらぎIC間開通。

## 周辺
- 高野口駅（JR和歌山線）
- 慈尊院（世界遺産 紀伊山地の霊場と参詣道）
- 葛城館

## 接続する道路
ふるさと農道（伊都郡九度山町慈尊院 - 高野参詣大橋 - 橋本市高野口町大野 - 橋本市高野口町下中 2車線）に接続。
- ふるさと農道
下中で紀ノ川広域農道と接続
大野で国道24号と接続
慈尊院で和歌山県道13号和歌山橋本線と接続
- 国道24号

## 料金所
無料区間のため設置されていない

## 隣
E24 京奈和自動車道
(14)橋本IC - (15)高野口IC - （16）紀北かつらぎIC

## 関連記事
- 日本のインターチェンジ一覧